# ابن سهل اندلسی
ابراهیم بن سهل اندلسی (۱۲۰۸- ۱۲۵۱م) (نسب عربی:ابواسحاق ابراهیم بن سهل اسرائیلی اشبیلی) شاعر عرب اندلسی بود. سویلی و یهودی بود، سپس مسلمان شد. بیش از هر چیز، به سرودن موشحات مشهور شود. در چهل و سه سالگی، آنگاه که مرکب آبی‌اش واژگون شد، غرق شد.